# Marianne Schönfelder
Marianne Schönfelder (* 30. Dezember 1917 in Dresden; † 16. Februar 1945 in Großschweidnitz) war ein Opfer der NS-Rassenhygiene und Krankenmord-Aktion Brandt. Sie ist vor allem auf Grund eines Ölgemäldes ihres Neffen, des Malers Gerhard Richter, bekannt.

## Werdegang
Marianne Schönfelder war die Tochter des Kaufmanns Alfred Schönfelder und seiner Ehefrau Dora.
Nach dem Besuch der höheren Mädchenschule in Dresden erkrankte Marianne Schönfelder mutmaßlich an Schizophrenie und wurde 1938 im Alter von 21 Jahren in die Landesanstalt Arnsdorf eingewiesen. Im selben Jahr wurde die Entscheidung für die Zwangssterilisation getroffen und von Ärzten durchgeführt, die keine einfachen NSDAP-Mitglieder, sondern Mitglieder der SS waren und sich durch besondere Gefolgstreue hervorgetan hatten.
Marianne Schönfelder starb am 16. Februar 1945 in der Anstalt Großschweidnitz. In dieser Tötungsanstalt wurden in der sogenannten Aktion Brandt über 5000 Patienten ermordet. Todesursachen waren vor allem die Überdosierung von Medikamenten, systematische Unterernährung und unzureichende Pflege. Marianne Schönfelder wurde in einem Massengrab vor Ort beigesetzt.

## Postume Wirkung
Im Jahr 1965 malte ihr Neffe Gerhard Richter nach einem Foto aus dem Jahr 1932 ein mit Tante Marianne benanntes Ölgemälde. Das fotorealistische Gemälde in leichter Verwischung zeigt den Maler als Säugling im Vordergrund auf einem Tisch und zwei weißen Kissen liegend mit seiner damals 14-jährigen Tante, die hinter dem Tisch steht. Sie blickt zur Seite mit einem verlegenen, scheinbar wissenden, Lächeln. 40 Jahre später wurde durch einen Beitrag im Berliner Tagesspiegel (22. August 2004) das Schicksal von Marianne Schönfelder und ein Detail der Familiengeschichte Gerhard Richters einer breiten Öffentlichkeit bekannt: Richters späterer Schwiegervater Heinrich Eufinger war als Arzt der Hauptverantwortliche für Zwangssterilisationsmaßnahmen zur Zeit des Nationalsozialismus in Dresden.
Im Frühsommer 2006 wurde das Bild Tante Marianne vom Londoner Auktionshaus Sotheby’s für 3,1 Millionen Euro von einem zuerst anonymen Sammler aus Taiwan ersteigert.
Zuvor war in der Öffentlichkeit vermehrt gefordert worden, das Bild als nationales deutsches Kulturgut zu erwerben (zum Beispiel durch die Dresdner Galerie Neue Meister), um es in Deutschland auf Dauer der Öffentlichkeit zugänglich zu machen. Am Ende war es aber den Verantwortlichen nicht mehr gelungen, die dafür notwendigen Mittel zu beschaffen und damit das Bild nach Deutschland zu holen.
Im Dezember 2006 wurde bekannt, dass der in Taiwan lebende Kunstsammler Pierre T. M. Chen das Gemälde Tante Marianne den Staatlichen Kunstsammlungen in Dresden als Dauerleihgabe überlassen wird. Seit dem 4. April 2007 wird es in der Galerie Neue Meister gezeigt.

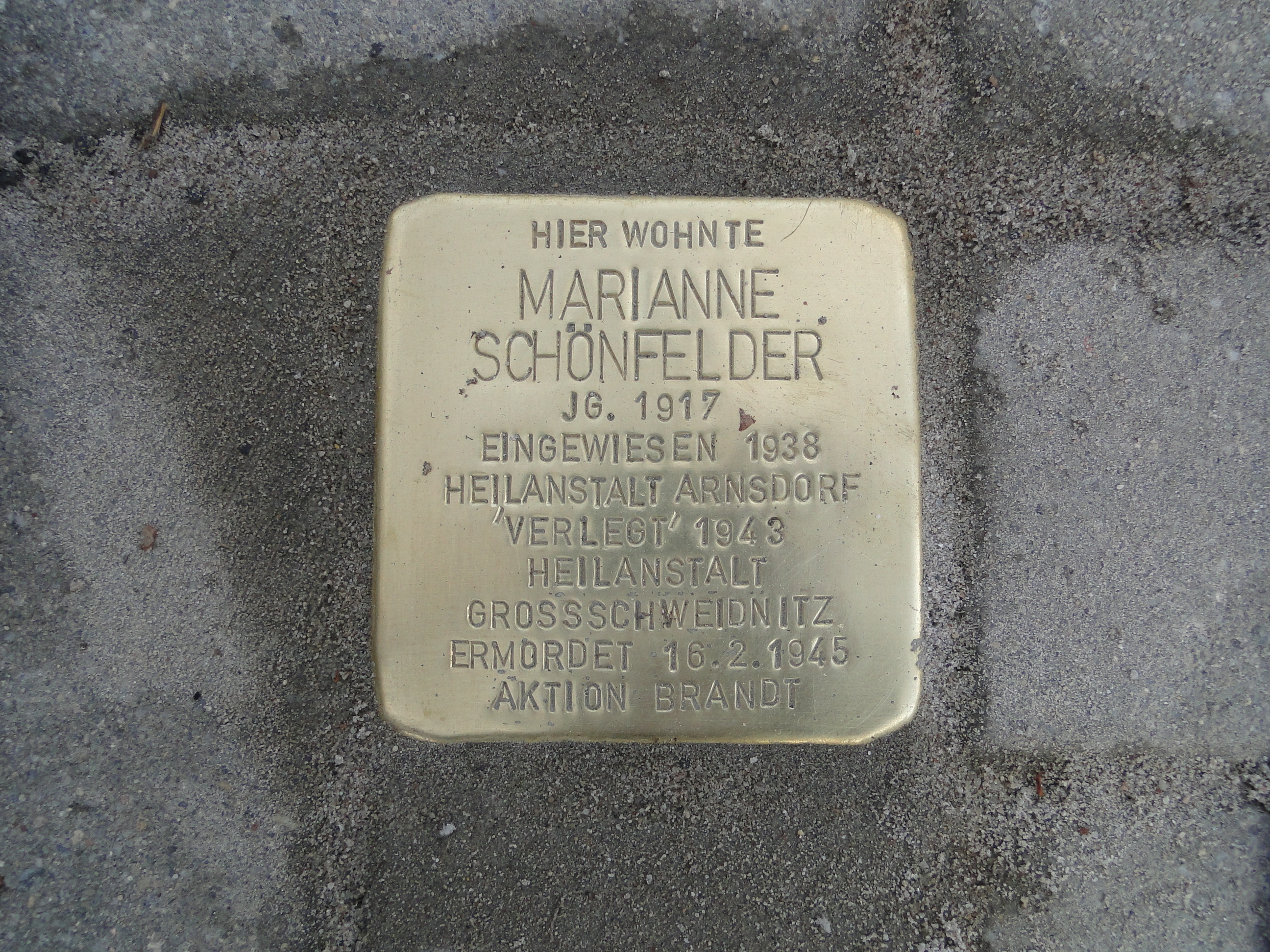
Stolperstein für Marianne Schönfelder in Dresden

Im Rahmen der weltweiten Berichterstattung über die Versteigerung wurde Richters Tante Marianne in mehreren hundert Medien der Weltpresse abgebildet. So avancierte das nach einem Foto gemalte Bild zum Antlitz der bis dato scheinbar namenlosen Opfer der Euthanasie in Deutschland. Neben Anne Frank und Sophie Scholl wurde Marianne Schönfelder damit zum Symbol für die Verbrechen der nationalsozialistischen Gewaltherrschaft und für die Menschenwürde. Am 9. Februar 2007 wurde an der Berliner Volksbühne am Rosa-Luxemburg-Platz anlässlich des 75. Geburtstages von Gerhard Richter die Lesung Gerhard Richter – Ein Maler aus Deutschland (mit Kathrin Angerer, Stefan Hunstein und Jürgen Schreiber) veranstaltet und ein Musikstück vorgetragen, das den Namen Tante Marianne trägt. Es wurde von dem Komponisten Alex Nowitz für Stimme solo komponiert und uraufgeführt.
Seit 2012 erinnert in Dresden ein Stolperstein an Marianne Schönfelder.
Im Jahre 2014 wurde das Bild Tante Marianne in der Topographie des Terrors im Rahmen der Ausstellung Erfasst, verfolgt, vernichtet. Kranke und behinderte Menschen im Nationalsozialismus gezeigt.

## Sonstiges
Im Film Werk ohne Autor, der an die Biografie Gerhard Richters anknüpft, kommt dem Schicksal der hier „Elisabeth May“ genannten Tante des Malers eine zentrale Rolle zu, und das Erschaffen des Bildes „Tante Elisabeth“ gerät zu einem Schlüsselmoment für den Künstler. Im Gegensatz zu den realen Umständen des Todes von Marianne Schönfelder, die am 16. Februar 1945 als Opfer der „Aktion Brandt“ in der Anstalt Großschweidnitz durch systematische Unterernährung ermordet wurde, zeigt der Film die Ermordung der Tante des Protagonisten „Kurt Barnert“ in der Gaskammer der Aktion T4-Anstalt Pirna-Sonnenstein. Eine solche gab es in Großschweidnitz zu keiner Zeit; die Anstalt zählte nicht zu den 1940/41 mit Gaskammern ausgestatteten Tötungsanstalten der Aktion T4. Anders auch als „Prof. Carl Seeband“ im Film hat der Direktor der Städtischen Frauenklinik Dresden Friedrichstadt, Heinrich Eufinger, der für die Durchführung von Zwangssterilisationen in seiner Klinik 1937–1939 verantwortlich war, den Euthanasie-Mord von Richters Tante 1945 nicht angeordnet.